# Eisteddfod

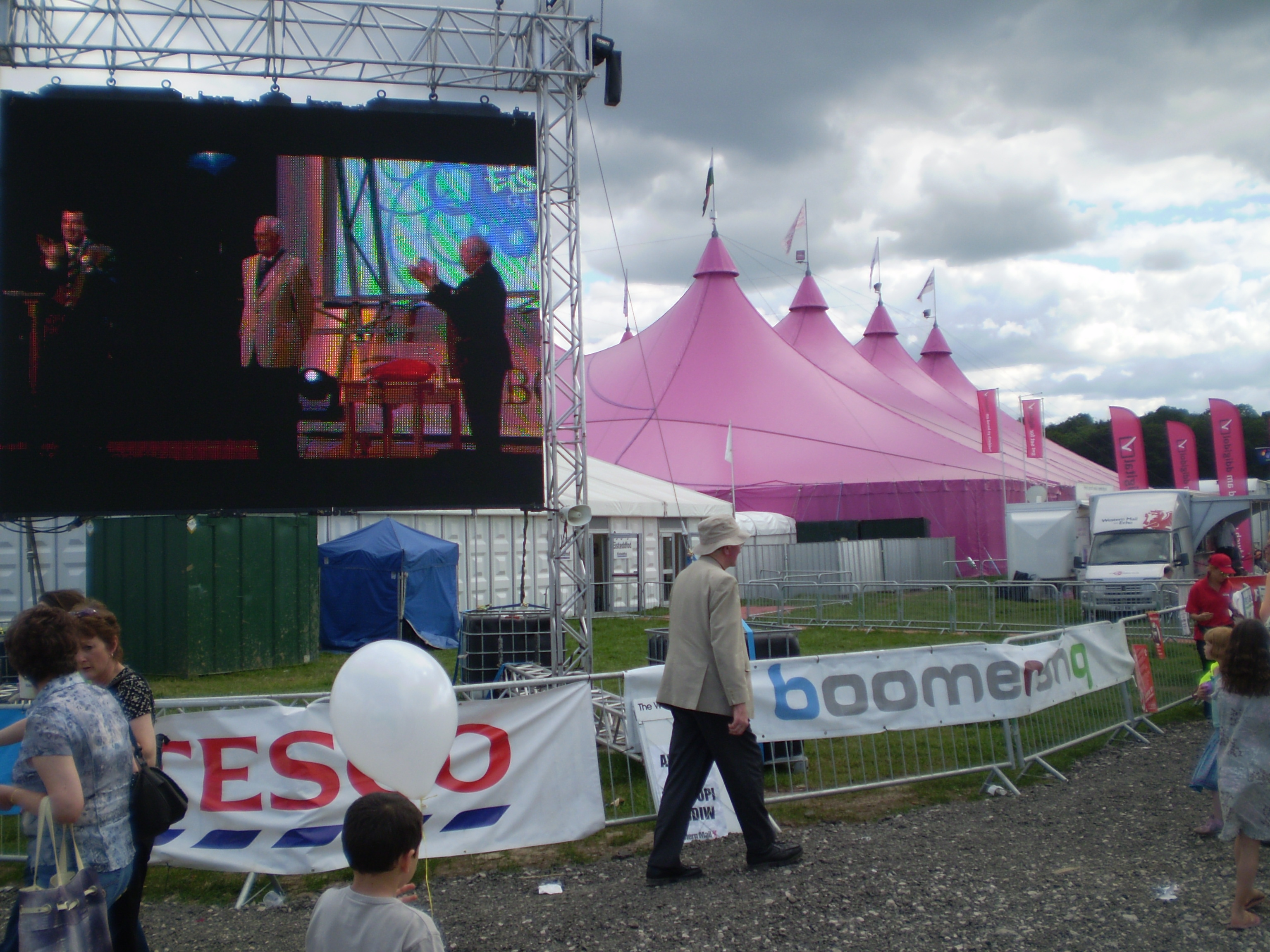
En bild från Eisteddfod Genedlaethol Cymru 2007

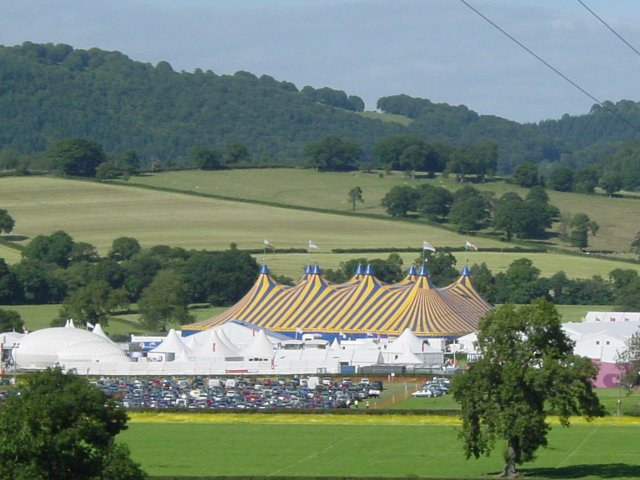
Y pafiliwn (kymriska: Paviljongen) under festivalen i Meifon 2003.

En eisteddfod (uttalas [əiˈstɛðvɔd]; i plural eisteddfodau [əistɛðˈvɔdaɨ]) är en walesisk festival för litteratur, musik och framföranden. Dessa festivalers ursprung kan spåras tillbaka till åtminstone 1100-talet, när en poesi- och musikfestival hölls av Rhys ap Gruffydd vid dennes hov i Cardigan år 1176, men i och med tillbakagången av den bardiska traditionen, upphörde även eisteddfodau. Dagens upplägg av eisteddfodau har ett återupplivande under 1700-talet att tacka. Detta återupplivande uppstod ur ett antal informella eisteddfodau.
Ordet eisteddfod är ett kymriskt ord som kommer från verbet eistedd (”att sitta”), och en konsonantmuterad form av bod (”att vara”). Ordet betyder således ungefär ”att vara sittande”, eller ”att sitta tillsammans”.

## Historia
Datumet för den första eisteddfoden är mycket omdiskuterat, men bedömning av poesi har tvivelsutan existerat i Wales sedan 1100-talet som tidigast. Det är troligt att även gamla keltiska barder hade organiserade vis att bedöma poesi. Den första eisteddfoden kan spåras tillbaka till 1176 under Rhys ap Gruffydds egid i dennes slott i Cardigan. Där höll han ett stort möte till vilket han bjöd in poeter och musiker från hela landet. En stol vid Rhys bord tilldelades den bästa poeten och musikern, en tradition som även existerar på Wales nationella eisteddfod. Den tidigaste storskaliga eisteddfoden som med bevis existerat är eisteddfoden i Carmarthen, som ägde rum 1451. Nästa dokumenterade storskaliga eisteddfod hölls i Caerwys 1568. Där tilldelades en silverstol i miniatyr till den bästa poeten, en liten cwrth i silver till den bästa spelmannen, en silvertunga till den bästa sångaren och en liten silverharpa till den bästa harpisten. Ursprungligen var tävlingarna endast till för professionella walesiska barder som fick betalt av adeln. För att försäkra sig om att barderna höll så hög standard som möjligt, bestämde Elisabet I av England att barderna skulle prövas och godkännas.
När intresset för kymrisk konst dalade, sjangserade även huvudeisteddfoden, och de blev åter igen mer informella. 1789 arrangerade Thomas Jones en eisteddfod i Corwen, där även allmänheten släpptes in för första gången. Detta evenemangs framgång ledde till en renässans av intresse för kymrisk litteratur och musik.

## Återupplivandet
1792 grundade Edward Williams, även känd som Iolo Morganwg, Gorsedd Beirdd Ynys Prydain för att återupprätta och ersätta de gamla eisteddfodau, och en ny eisteddfod hölls på Primrose Hill i London. ”The Gentleman’s Magazine” redogjorde för återupplivandet av den gamla traditionen.
| ” | Vid höstdagjämningen samlades några kymriska barder bosatta i London för ett möte på Primrose Hill, precis som i fordom. Närvarande vid mötet var Edward Jones som 1784 hade publicerat sin skrift The Musical and Poetical Reelicks of the Welsh Bards i ett för sent försök att skydda de inhemska kymriska traditionerna från att på ett obamhärtigt sätt bli krossade av det nya släktet av metodister. | „ |

1847 kom en rapport angående kvaliteten på undervisningen i Wales som även anmärkte på befolkningen i Wales, deras moral, det kymriska språket och nonkonformism. Denna rapport kom att kallas för Brad y Llyfrau Gleision (kymriska: De blåa böckernas förräderi). Detta ledde till allmän ilska och tron på att det var viktigt för den kymriska befolkningen att skapa en ny folkbild. Under 1850-talet började det talas om en nationell eisteddfod för att visa upp kulturen i Wales. 1858 höll John Williams ab Ithel en nationell eisteddfod i Llangollen jämte Gorsedd Beirdd Ynys Prydain. Den kom att kallas för ”Den stora eisteddfoden i Llangollen år 1858” och var en betydelsefull tillställning. Thomas Stephens vann ett pris med en uppsats som krossade Williams påståenden att Madoc reste till Amerika före Columbus. Under denna eisteddfod gjorde även John Ceiriog Hughes sitt första offentliga framträdande och vann ett pris för sin kärleksdikt Myfanwy Fychan of Dinas Brân som blev en omedelbar succé. Den nationella eisteddfodens råd skapades efter denna tillställning och gorsedden slogs samman med det och har olika arbetsuppgifter i organiserandet av den nationella eisteddfoden. Den första nationella gorsedden som organiserades av rådet hölls i Denbeigh 1860. Den festivalen liknar de som hålls i dag.

## Eisteddfod Genedlaethol Cymru
Huvudartikel: Eisteddfod Genedlaethol Cymru
Eisteddfod Genedlaethol Cymru är den nationella eisteddfoden och den största och viktigaste. Den hålls varje år i månadsskiftet juli-augusti på en ny ort varje år. Det är en av de största festivalerna i världen med över 160 000 besökare varje år. På denna eisteddfod förekommer både konsertevenemang och teateruppföranden, men framför allt musikaliska och litterära tävlingar av olika slag, bland annat utmaningar såsom cerdd dant (kymriska: strängsång) där den tävlande med någon minuts förberedelse ska spela ett känt stycke på sin harpa samtidigt som han sjungande improviserar en helt annan melodi till en dikt, som liksom musikstycket tilldelas med kort varsel.

## Eisteddfod Ryngwladol Llangollen
Huvudartikel: International Musical Eisteddfod
Eisteddfod Ryngwladol Llangollen hålls sedan 1947 varje år i juli i Denbighshire i norra Wales där körer, musikgrupper, folkdansare och andra musikaliska grupper från hela världen deltar i över tjugo tävlingar.

## Andra eisteddfodau
Andra exempel på eisteddfodau är Eisteddfod Genedlaethol yr Urdd, en ungdomseisteddfod som organiseras av Urdd Gobaith Cymru. Eisteddfodau hålls även på andra platser än i Wales som i till exempel Y Wladfa i Argentina där det bor många av kymrisk härkomst. Eisteddfodau finns även på Kanalöarna, framförallt i syfte att bevara kanalspråk som jèrriais och guernésiais.